# Eva (album Umberto Tozzi)
Eva è il settimo album di Umberto Tozzi, pubblicato nel 1982 dalla CGD. Da esso venne estratto il singolo Eva/Mama.

## Il disco
Umberto Tozzi propone nel maggio del 1982 un album che si avvale nuovamente, dopo quattro anni, della collaborazione di un team di musicisti tutti italiani tra cui Walter Calloni alla batteria e Lucio Fabbri agli archi.
Tozzi realizza un disco dalle sonorità quasi techno, dove abbondano l'uso di synth, drum machine e batterie filtrate. Il sound è piuttosto freddo ed anche la voce è ripulita e limpida, senza l'uso esasperato dei falsetti come nei tre dischi precedenti (tranne che in funzione coristica).
I testi guardano all'attualità, a problemi sociali (come la droga in Faccia d'angelo) e al problema della coppia moderna (Lo stare insieme, Chiuso e Pose).
La title track Eva, canzone di successo in Italia e nel mondo, ripresa da molti interpreti internazionali e tradotta in varie lingue, contiene un messaggio d'amore dove, sullo sfondo di uno scenario apocalittico post-atomico, un uomo e una donna si salvano e ritornano a un nuovo Eden, grazie all'amore, che assume la metafora di un'astronave che si torna ad aprire, "come un uovo di eternità".
Esperimenti di dance elettronica anni '80 sono i brani La testa sui binari e Himalaya (quest'ultimo sulla leggenda dello Yeti).
Umberto Tozzi, per scelta, decise di fare uscire questo LP in modo del tutto defilato, senza l'accompagnamento di un tour estivo italiano, disertando anche la partecipazione al Festivalbar e Vota la voce.
La cantante statunitense Laura Branigan, incise la cover inglese di Mama, uno dei brani inseriti nell'album, sodalizio che continuava dopo il grande successo di Gloria in versione inglese, incisa dalla cantante nel suo primo album.

## Tracce
Testi e musiche di Giancarlo Bigazzi e Umberto Tozzi.
Lato A
1. Eva – 4:28
2. Mama – 4:38
3. Lo stare insieme – 4:34
4. La testa sui binari – 4:34
5. Faccia d'angelo – 3:47

Lato B
1. Himalaya – 4:48
2. Isola nel sole – 4:42
3. Chiuso – 4:47
4. Disprezzo – 4:32
5. Pose – 3:08

## Formazione
- Umberto Tozzi – voce, cori, chitarra, tastiera, pianoforte
- Aldo Banfi – tastiera, programmazione, sintetizzatore
- Lucio Fabbri – tastiera, pianoforte, chitarra
- Franco Bernardi – basso, programmazione, tastiera, pianoforte, chitarra, sintetizzatore
- Walter Calloni – batteria, batteria elettronica
- Maurizio Preti – percussioni
- Pier Luigi Mucciolo – tromba
- Johnny Capriuolo – trombone
- Claudio Pascoli – sax